# Aiton jezik
Aiton jezik (aitonia; ISO 639-3: aio), jedan od 61 tai jezika, šire skupine tai-sek, kojim govori 1 500 ljudi (Morey 2006) u nekoliko sela u indijskoj državi Assam. Srodan mu je phake [phk].
Sela se nalaze u distriktima Jorhat i Karbi-Aleng: Doboroni, Banlung, Ahomoni, Balipathar, Kaliyani, Chakihula, Tengani i Barhula. Služe se i asamskim [asm], Hindijem ili engleskim. Pismo: burmansko. Etnička grupa zove se Aiton.

## Vanjske poveznice
- Ethnologue (14th)
- Ethnologue (15th)